# Prosoplus albostriatus
Prosoplus albostriatus là một loài bọ cánh cứng trong họ Cerambycidae.